# 396
396 (CCCXCVI) fue un año bisiesto comenzado en martes del calendario juliano, en vigor en aquella fecha.
En el Imperio romano, el año fue nombrado como el del consulado de  Augusto y Augusto, o menos comúnmente, como el 1149 Ab urbe condita, adquiriendo su denominación como 396 a principios de la Edad Media, al establecerse el anno Domini.

## Acontecimientos
- Concilio de Toledo.
- El rey visigodo Alarico I invade Grecia (Imperio de Oriente), saquea Eleusis y destruye el templo dedicado a Ceres.[1] Son repelidos por el general Estilicón. Se retiran con un cuantioso botín de guerra.[2]

## Nacimientos
- Flavio Aecio, general romano.